# Кремер, Оскар Карлович
О́скар Ка́рлович Кре́мер (при рождении Юхан Фредрик Оскар фон Кремер швед. Johan Fredrik Oskar von Kræmer; 1829—1904) — русский адмирал (21 августа 1896), герой Севастопольской обороны.

## Биография
Родился в Финляндии. Происходил из дворян Тавастгусской губернии.
31 марта 1837 года поступил в морскую роту Александровского кадетского корпуса и 31 января 1840 года был переведён в Морской кадетский корпус и 19 августа 1844 года был произведён в гардемарины, а 23 августа — в унтер-офицеры.
21 августа 1846 года был произведён в чин мичмана и зачислен в 1-й флотский экипаж. В том же году он совершил плавание на фрегате «Прозерпина» под командованием капитана 2-го ранга А. Е. Фриша. 27 февраля 1847 года Кремер был переведён в 9-й флотский экипаж и в том же году находился в плавании по Балтийскому морю на транспорте «Волхов» под командованием капитан-лейтенанта П. Н. Протасова и на корабле «Финляндия» под командованием капитана 2-го ранга Д. П. Неелова. В 1848—1849 годах находился в плавании по Балтийскому морю и в Мал. Бельте на корабле «Нарва» под командованием капитана 2-го ранга Д. Д. Шишмарева.
До 1853 года плавал в Балтийском море, затем переведён в 9-й флотский экипаж в Черноморский флот. За участие на фрегате «Месемврия» во взятии занятого турками укрепления Святого Николая на Кавказском берегу удостоен именного Высочайшего благоволения.
С 15 сентября 1854 года по 5 апреля 1855 года участвовал в обороне Севастополя неся службу на бастионе № 3, при взрыве порохового погреба контужен в грудь и спину. Затем служил комендантом Волынского редута, получил ранение ног осколками бомбы. За тушение с опасностью жизни пожара в пороховом погребе 11 мая 1855 года награждён орденом Святого Георгия 4-й степени (№ 9604 по списку Григоровича — Степанова); кроме того за Севастопольскую оборону пожалован орденами Святого Владимира 4-й степени с бантом (1854 год) и Святой Анны 3-й степени с бантом (1855 год).
По окончании Крымской войны был зачислен в 5-й флотский экипаж, плавал в Тихом и Атлантическом океанах, Архипелаге, ходил к Новой Земле и к берегам Исландии, кругом мыса Доброй Надежды. В 1858 году за совершение множества морских кампаний награждён орденом Святого Станислава 2-й степени.
В 1859—1862 гг. совершил кругосветное плавание на клипере «Разбойник» и фрегате «Светлана».
8 июля 1863 года назначен командиром корвета «Витязь». В 1863—1864 годах участвовал в экспедиции русского флота к берегам Северной Америки.

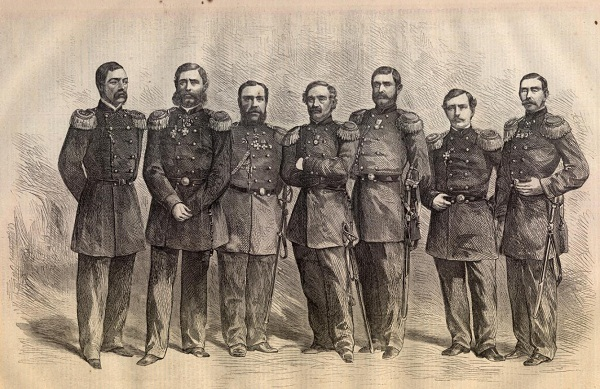
Капитаны экспедиции русского флота к берегам Северной Америки. Слева направо: П. А. Зеленой (клипер «Алмаз»), И. И. Бутаков (фрегат «Ослябя»), М. Я. Федоровский (фрегат «Александр Невский»), адмирал С. С. Лесовский (командир эскадры), Н. В. Копытов (фрегат «Пересвет»), О. К. Кремер, (корвет «Витязь»), Р. А. Лунд (корвет «Варяг»).

С 10 января 1866 года назначен командовать фрегатом «Ослябя». В этом же году награждён орденом Святой Анны 2-й степени с мечами и императорской короной. 13 сентября назначен флигель-адъютантом.
27 февраля 1867 года назначен командовать фрегатом «Александр Невский». Возвращаясь на фрегате из Средиземного моря в Кронштадт, в 1868 году потерпел крушение у берегов Ютландии. На фрегате в это время находился великий князь Алексей Александрович. Суд признал Кремера в качестве командира виновным в потере фрегата, но это не сказалось на его карьере.
В 1870 году назначен командовать корветом «Варяг» на котором провёл специальную экспедицию на север к Новой Земле под флагом вице-адмирала К. Н. Посьета и Великого князя Алексея Александровича. С 1871 года командовал фрегатом «Светлана».
1 января 1875 года произведён в контр-адмиралы и зачислен в Свиту Государя Императора. В 1879 году флаг-капитан Его Величества начальник отряда царских яхт у берегов Греции. С этого же года совмещает и административные должности в Морском министерстве.
В апреле 1882 года назначен эскадр-майором Свиты Его Императорского Величества. В сентябре того же года должность переименована во «флаг-капитаны Его Императорского Величества», Кремер продолжал состоять в ней до 1886 года.
1 января 1886 года произведён в вице-адмиралы, а 26 февраля того же года пожалован в генерал-адъютанты к Его Императорскому Величеству. С 1886 года — начальник практической эскадры Чёрного моря.
С 1888 года по 1896 год занимал должность начальника Главного морского штаба, далее назначен членом Государственного совета.
Скончался в 1904 году.

## Память
В честь Оскара Карловича Кремера назван остров Кремера (Баренцево море, Новая Земля, остров был обследован в 1889 году экипажем шхуны «Бакан» и им же было присвоено название острову).

## Награды
- Орден Святого Владимира 4-й степени с бантом (1854)
- Орден Святого Георгия 4-й степени (11.05.1855)
- Орден Святой Анны 3-й степени с бантом (1855)
- Орден Святого Станислава 2-й степени (1858)
- Орден Святой Анны 2-й степени с мечами (1862); императорская корона к ордену (1866)
- Орден Святого Владимира 3-й степени (1871)
- Орден Святого Станислава 1-й степени (01.01.1878)
- Орден Святой Анны 1-й степени (01.01.1881)
- Орден Святого Владимира 2-й степени (15.05.1883)
- Орден Белого орла (20.02.1889)
- Орден Святого Александра Невского (01.01.1892); бриллиантовые знаки к ордену (06.12.1894)
- Орден Святого Владимира 1-й степени (01.01.1904)

## Прочее
Финский пивной концерн «Fyynikki» выпускает марку пива «Amiraali», на этикетках которой помещаются изображения адмиралов. На одной из этикеток помещено изображение О. К. Кремера.